# Samolus valerandi
Espèce
Classification APG III (2009)
Tribu
Genre
Statut de conservation UICN

 LC  : Préoccupation mineure
Samolus valerandi, rarement dénommée par l'un de ses deux noms vernaculaires Samole de Valérand ou mouron d'eau, est une  espèce de plantes à fleurs de la famille des Primulaceae.

## Description
Samolus valerandi est une petite plante herbacée, discrète, vivace, cylindrique, de 15-60 cm de haut. Elle se montre soit étroite, bien dressée et non ramifiée ; soit plus étalée avec quelques rameaux. Sa partie souterraine est formée d'une courte souche fibreuse. Ses feuilles sont vert pâle, les inférieures en rosette, pétiolées, puis sur la tige, alternes, sessiles, à limbe obovale et entier. Inflorescence en grappe lâche ; fleurs portées par un pédicelle coudé muni d’une bractée ; calice gamosépale à tube subglobuleux et à 5 dents subaiguës. La corolle est blanche, large de 2-3 mm, à 5 lobes. Le fruit est une capsule globuleuse incluse dans le calice.
Sa floraison a lieu de mai à août.

## Synonymes
Il existe les synonymes suivants, :
- Anagallis aquatica Erndl. ex Ledeb.
- A. maritima J.G.Gmel.
- Samolus americanus Spreng.
- S. aquaticus Lam.
- S. beccabunga-facies Gilib.
- S. bracteatus Stokes
- S. caulescens Willd. ex Roem & Schult.
- S. floribundus H.B.K.
- S. geniculatus Dulac
- S. parviflorus Raf.
- S. valerandi ssp. parviflorus (Raf.) Hultén
- S. valerandi var. americanus (Spreng) Gray
- S. valerandi var. floribundus (H.B.K.) Britt, Sterns & Pogg.
- S. valerandi var. succulentus O.Kuntze
- S. valerandi var. typicus R.Knuth

## Distribution
Cette plante a une très large répartition ; elle est présente sur les cinq continents ; dans une grande partie de l'Europe, en Afrique du Nord, au Moyen-Orient, en Asie centrale dont l'Himalaya, en Chine, en Australie, aux USA ...).

## Habitat
C'est une espèce relativement ubiquiste des zones humides (dunaires y compris), des eaux douces stagnantes à courantes, éventuellement saumâtres
On trouve cette plante, çà et là, dans des lieux humides ou ombragés, au bord de fossés, de cours d'eau, de prés humides, de bord de mer, sur sols sableux, calcaires ou salés. On peut la retrouver sur des dunes, dans des roselières et dans des lieux tourbeux.

## Utilisation
Samolus valerandi fut citée par le botaniste aveyronnais H. Coste en 1937 comme présentant des propriétés vulnéraires, apéritives et antiscorbutiques. Cependant, ces effets ne semblent pas avoir été mentionnés par d'autres connaisseurs depuis. La composition chimique de cette plante demeure encore très mal connue.

## Statut de conservation
En France, l'espèce est protégée en Lorraine et dans le Centre.
En Suisse, l'espèce figure sur la liste rouge des plantes.